# Lac de Brienz
Pour les articles homonymes, voir Brienz.
Le lac de Brienz (allemand : Brienzersee) est un lac au nord des Alpes suisses, dans le canton de Berne en Suisse. Son nom provient de l’agglomération de Brienz, située sur sa rive nord.

## Situation
Le lac de Brienz est le premier lac alimenté par l’Aar au long de son parcours. À sa sortie, la rivière rejoint le lac de Thoune, après avoir traversé Interlaken. Les deux Lütschine (provenant des vallées de Grindelwald et de Lauterbrunnen) sont également ses affluents. Le lac est situé dans une profonde dépression entre les villages de Brienz à l’est et Bönigen à l’ouest.
Il mesure approximativement quinze kilomètres de long et deux kilomètres et demi de large, pour une superficie d’environ trente kilomètres carrés. Les berges du lac sont très abruptes, aussi le lac ne présente presque aucune zone peu profonde. C'est même le lac le plus profond du canton.
Il se trouve à une altitude de 564 mètres. Interlaken et les villages de Matten et Unterseen sont situés au sud-ouest. Les chutes du Giessbach se déversent à sa rive sud. On y trouve également le beau village d'Iseltwald, où la petite île pittoresque du Schnäggeninseli s'élève à faible distance du rivage. On trouve également quelques hameaux sur sa rive nord.

## Histoire

La Sortie de l'Aar du lac de Brienz en 1789 (Gabriel Ludwig Lory).

Le lac de Brienz prend la place d'une fracture tectonique surcreusée par le glacier de la vallée de l'Aar pendant les périodes glaciaires. Lors du dernier maximum glaciaire, il était recouvert par les glaces jusqu'à une altitude de 1 600 à 1 800 m. C'est l'un des derniers grands lacs alpins à avoir été libéré des glaces il y a environ 16 000 ans. A cette époque, il ne forme encore qu'un seul grand lac avec le lac de Thoune, d'une soixantaine de kilomètres de long et s'étendant de Meiringen jusqu'à Uttigen. Il est alors très profond, avec un soubassement rocheux descendant jusqu'à 400 m au-dessous du niveau de la mer. Toutefois, son bassin versant était très exposé à l'érosion, en particulier au moment de la naissance du lac lorsque l'absence de végétation ne permettait pas de freiner le ravinement. En conséquence, les alluvions de la Lütschine ont séparé les deux lacs et formé la plaine d'Interlaken, tandis que ceux de l'Aar ont comblé la partie supérieure du lac entre Meiringen et Brienz.

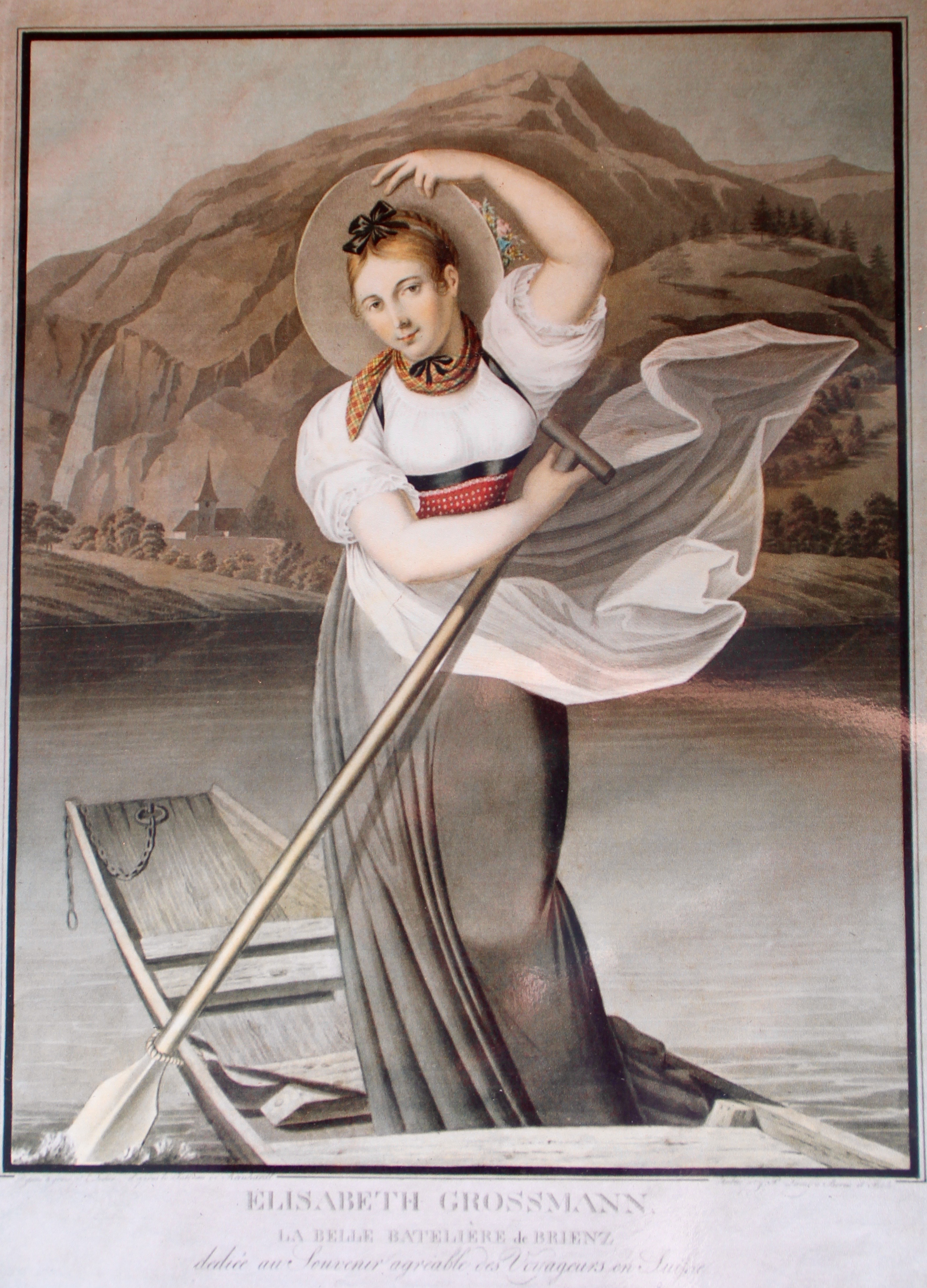
(1795-1858), la belle batelière de Brienz

Au Moyen-Âge, le lac et ses alentours sont un fief impérial que se partagent notamment les barons de Ringgenberg et les Eschenbach. De 1146 à 1439, le couvent d'Interlaken va parvenir à en acquérir successivement la totalité. En 1434, pour alimenter un moulin, ils construisent un seuil dans l'Aar qui a pour effet d'empêcher le passage des poissons d'un lac à l'autre, notamment des saumons qui venaient auparavant frayer dans l'Oberhasli, mais aussi de surélever le niveau du lac qui transforme la plaine de Brienz en un marécage,.
Lors de la Réforme protestante, les biens du couvent et donc le lac passe sous le contrôle de la ville de Berne qui règlemente dès lors la pêche et la navigation. Ses droits passent ensuite au canton en 1803, puis à la Confédération en 1848.

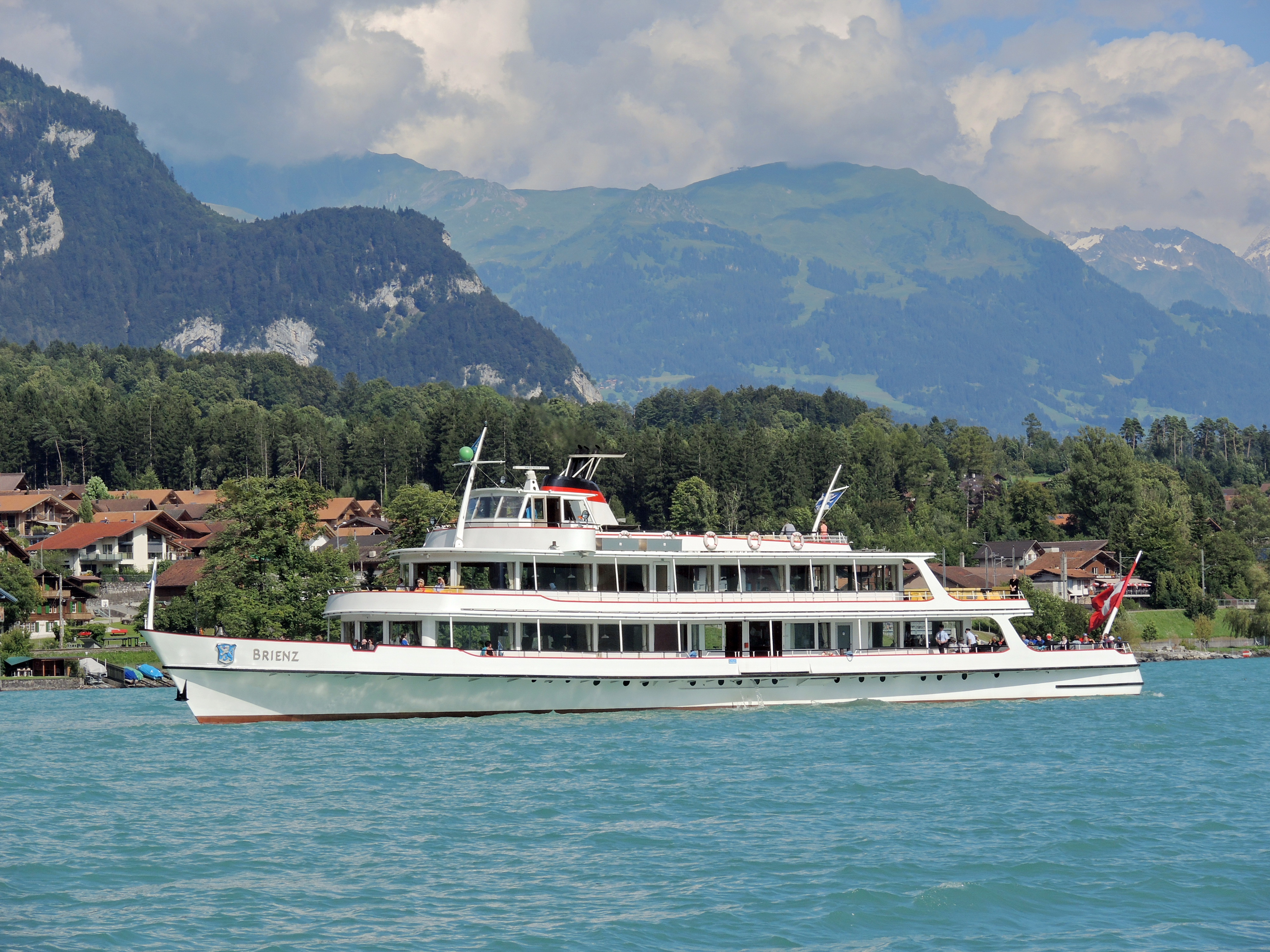
Le Brienz à Brienz.

Les rives du lac étant escarpées, l'essentiel du transport des marchandises, notamment le transfert des vaches vers les alpages ou celui des pierres des carrières de Goldswil, s'est fait par bateau jusqu'au XIXe siècle. Malgré des résistances, la modernisation des transports commence en 1839 avec l'arrivée du premier bateau à vapeur, la construction d'une route longeant la rive nord de bout en bout (1865) puis, progressivement, celle d'une liaison ferroviaire entre 1872 et 1916 qui causa une forte régression du trafic lacustre. À ce jour, la société ferroviaire BLS exploite cinq navires. Pour finir, l'autoroute A8 longe la rive sud depuis 1988.

## Régulation

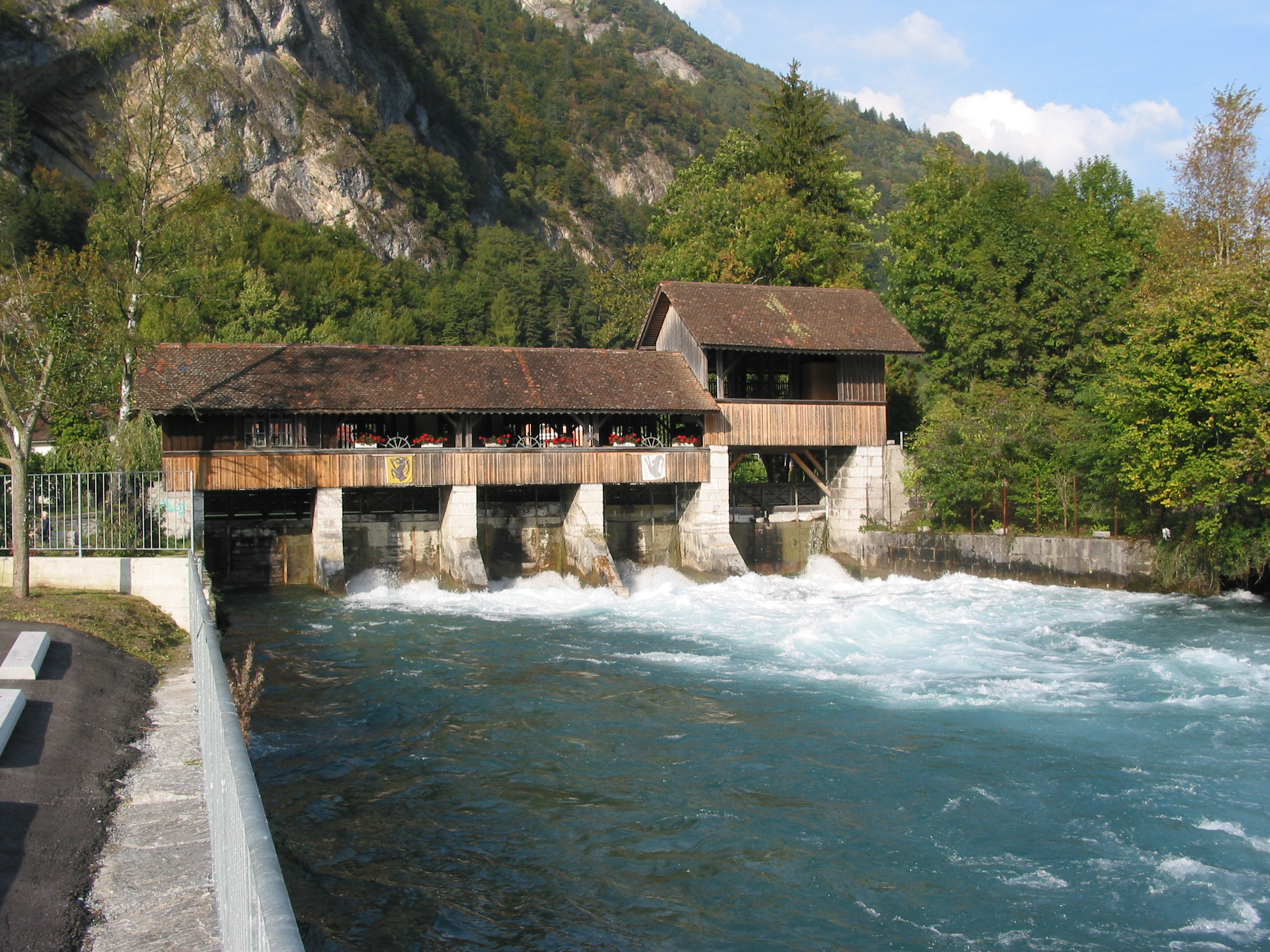
Les écluses de régulation.

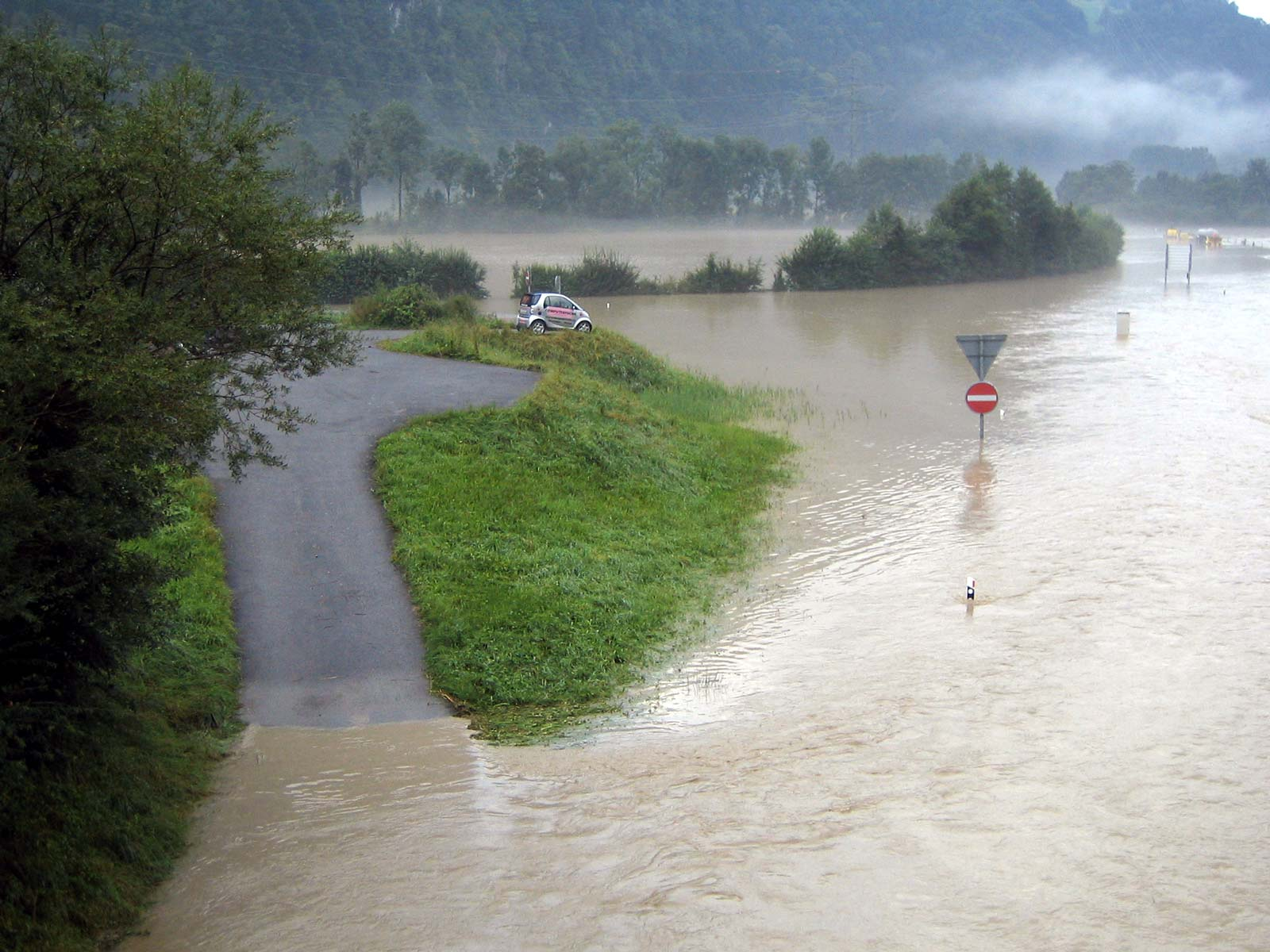
L'inondation d'août 2005 au niveau de l'autoroute de Brienz.

Le seuil du couvent d'Interlaken est démonté au milieu du XIXe siècle et remplacé par une régulation du niveau de l'eau par deux écluses construites entre 1853 et 1855, la petite n'étant ouverte qu'en cas de crue. Par la même occasion, le cours de l'Aar a été corrigé et le niveau du lac a été abaissé de 2 mètres. Ces installations sont maintenant complétées par deux petites centrales hydroélectriques et deux échelles à poissons. Elles ne sont pas situées à l'exutoire du lac, mais à 2,6 km plus en aval, entre les villes d'Interlaken et d'Unterseen,.
Comme le terrain est plat et densément bâti dans l'axe de la vallée, les capacités de rétention du lac ainsi que d'écoulement sont limitées : le débit du canal de l'exutoire est limité à 340 m3/s alors que les apports peuvent atteindre 700 m3/s, comme lors de l'inondation d'août 2005 où la cote 566,05 a été atteinte. En temps normal, le niveau oscille entre 565,30 m pour les hautes eaux et 562,90 pour les basses eaux. Le niveau moyen est de 564,30 en été et de 563,40 en hiver. En moyenne, le débit est de 62 m3/s et l'eau séjourne 980 jours dans le lac. La régulation ne peut pas entièrement contrôler les crues, mais elle peut assurer un débit minimum à l'Aar en hiver tout en évitant que le niveau du lac ne descende trop.

## Hydrologie
Les apports sur le bassin d'alimentation sont de plus de 2 000 l/m2 dont 340 s'évaporent et 1720 arrivent dans le lac. Avec une altitude moyenne de 1 950 m, le bassin d'alimentation (1 134 km2 dont 603 km2 pour l'Aar et 391 km2 pour la Lütschine) du lac de Brienz est particulièrement élevé et peu soumis à l'influence humaine : 21 % de forêts, 21 % de surfaces agricoles, essentiellement des alpages, et 56 % de surfaces improductives, c'est-à-dire des éboulis et des glaciers (20 %). Ces dernières sont soumises à une érosion intense et l'Aar et la Lütschine apportent de grandes quantités de particules minérales en suspension (300 000 tonnes/an). Ce lait glaciaire est à l'origine de la turbidité et de la couleur du lac qui varient en fonction des saisons et des apports en eaux chargées de sédiments (jusqu'à 55 mg/l). En hiver, la transparence est maximale et le lac est pratiquement bleu. À la fonte des neiges, il devient de plus en plus vert et au cœur de l'été, il est d'un gris-vert brillant et laiteux. Les différences étaient encore plus grandes avant les années 1930 et la mise en eau des lacs de barrage des Forces motrices de l'Oberhasli (de) qui lissent l'apport d'eau de l'Aar au cours de l'année et retiennent 232 000 tonnes de sédiments par an au fond de leurs lacs. La croissance de la couche sédimentaire est de 2 cm par an. Elle dépasse actuellement 350 mètres et le lac de Brienz sera probablement entièrement comblé dans 13 000 ans.

Le lac suivant les saisons
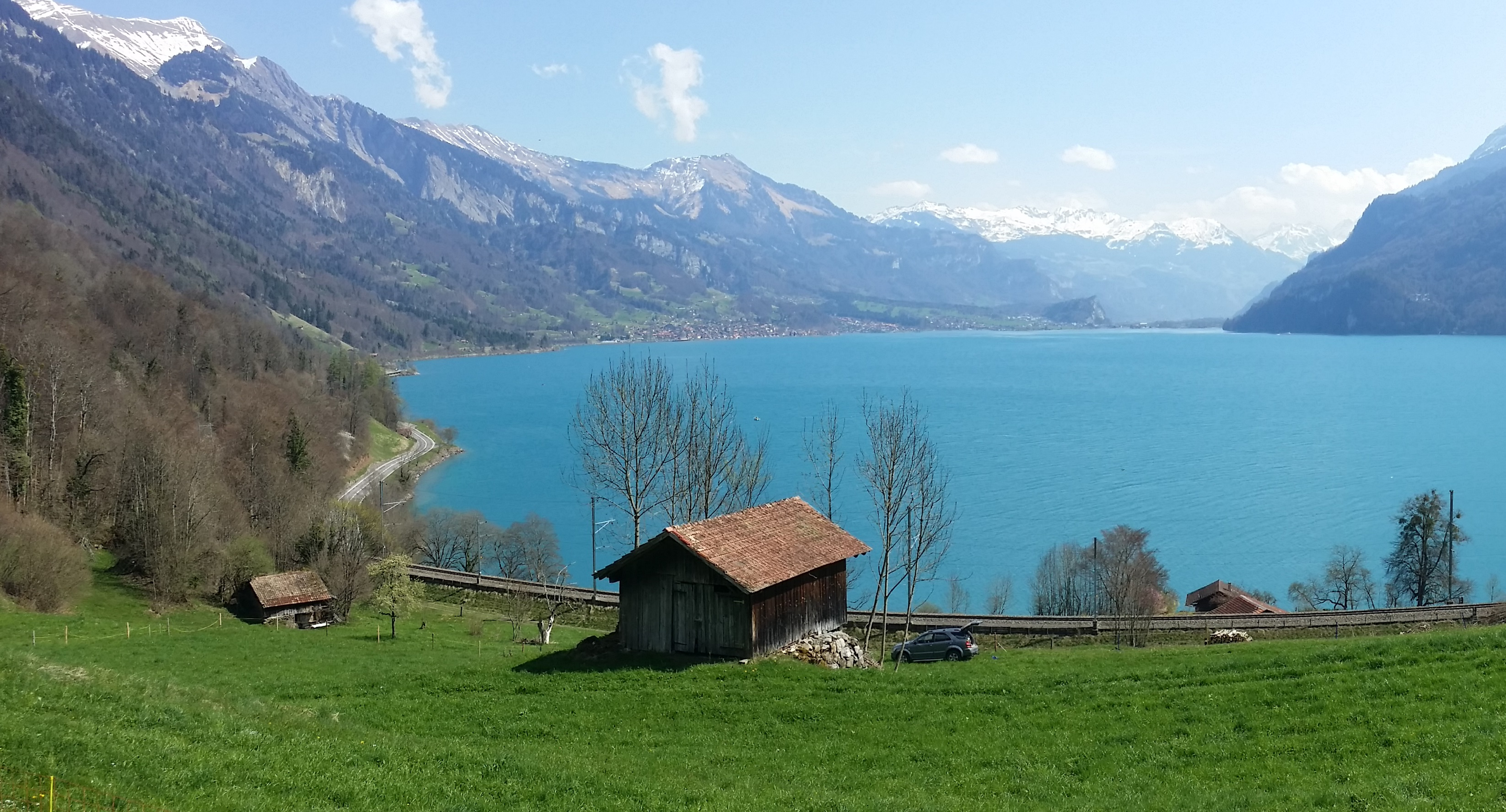
Le lac au printemps.
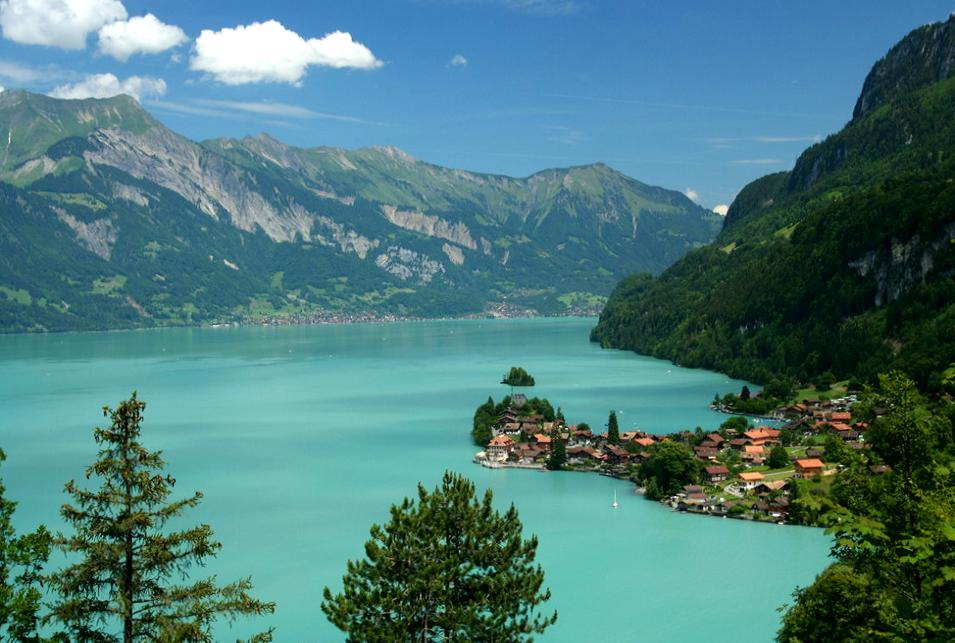
Iseltwald en été.

Du fait de sa grande profondeur, le brassage des eaux ne se produit pas tous les ans, mais il empêche le lac de se refroidir par grand froid : il a gelé pour la dernière fois en 1356 et la température de ses eaux superficielles oscille entre 5 et 20 °C avec une température moyenne de 10,85 °C relativement fraîche pour un lac préalpin.
En raison de la turbidité des eaux et du manque de phosphate dissous, la croissance annuelle de la biomasse végétale est particulièrement faible : 5 000 tonnes au total, soit 67 grammes de carbone par m2. Pour les mêmes raisons et avec un brassage efficace des eaux les jours de foehn, il reste riche en oxygène, avec des concentrations comprises entre 9 et 11 mg/l à toutes profondeurs.

## Environnement
La zone littorale du lac présente de nombreux habitats structurés (blocs de rocher, cailloux, graviers et bois mort) favorables aux poissons car ils peuvent leur servir d'abri. Par contre, il y a peu de zones avec du sable, des sédiments fins ou des plantes. D'autre part, l'influence de l'homme est forte puisque près de la moitié de la côte a été aménagée, soit par des murs soit par des structures stabilisatrices pour les routes. Il en va de même pour ses affluents, zones essentielles pour le frai.
Comme d'autres lacs de montagne (cela concerne dans une moindre mesure les lacs de Thoune, des Quatre-Cantons et de Walenstadt), faute d’une flore nourricière suffisante, la pêche n’y est pas un élément important, à l'exception de la deuxième moitié du XXe siècle. Cela est dû à la faiblesse des apports en substances nutritives pour les algues, notamment limitées par le phosphore.
Alors que la teneur en phosphate du lac de Brienz a atteint un pic de 19 μg/l en 1983 (après 7 μg/l en 1970) à une époque où de nombreux lacs de plaine souffraient d'eutrophisation, elle est rapidement retombée à des niveaux excessivement bas après l'interdiction du phosphate dans les lessives en 1986, la construction des stations d'épuration de Brienz, Meiringen, Grindelwald et Lauterbrunnen entre 1971 et 1994, puis l'optimisation de la précipitation des phosphates à partir de 2000. Depuis 2001, elle est inférieure à 1 μg/l, une valeur record pour les grands lacs suisses. En conséquence, le zooplancton s'est fait beaucoup plus rare et les daphnies, une source d'alimentation importante pour les féras (corégone), étaient pratiquement absentes en 1999 et de 2008 à 2010. Ce changement se reflète d'une part dans le rendement de la pêche aux féras : tandis qu'elle dépassait les 15 kg/ha vers 1980, elle est retombée à 1 kg/ha et donc à des valeurs comparables à celles d'avant 1950. D'autre part, le brienzlig, une espèce endémique de corégone, présente d'importants problèmes de croissance. Alors que les spécimens de quatre ans mesuraient 26 cm pour un poids de 200 g, ils ne pèsent plus que 40 g pour 18 cm depuis que la nourriture est redevenue rare. De plus, la moitié d'entre eux sont stériles, sans organes génitaux,. Le stock de brienzlig provient exclusivement de la fraie naturelle, tandis que 30 000 à 250 000 alevins de féra sont déversés chaque année.
Outre le brienzlig, les autres corégones se sont adaptés aux diverses conditions environnementales de ce lac et se sont différenciés en trois ou quatre espèces endémiques, avec notamment les tiefenfelchen qui vivent au fond du lac à 250 m de profondeur et les felchen et les balchen qui restent proches de la surface.
La zone littorale accueille également d'autres espèces de poissons : les perches, les gardons et les ablettes y sont particulièrement fréquents, tandis que les brochets, vairons, truites, chevesnes et ombles chevalier sont plutôt rares. Les vandoises, chabots et lottes sont un peu plus communs. Les poissons qui apprécient des eaux plus riches en nutriments (carpes, barbeaux, brèmes, ombres) ont quasiment disparu et il n'y a pas d'espèces invasives.

## Immersion de munitions

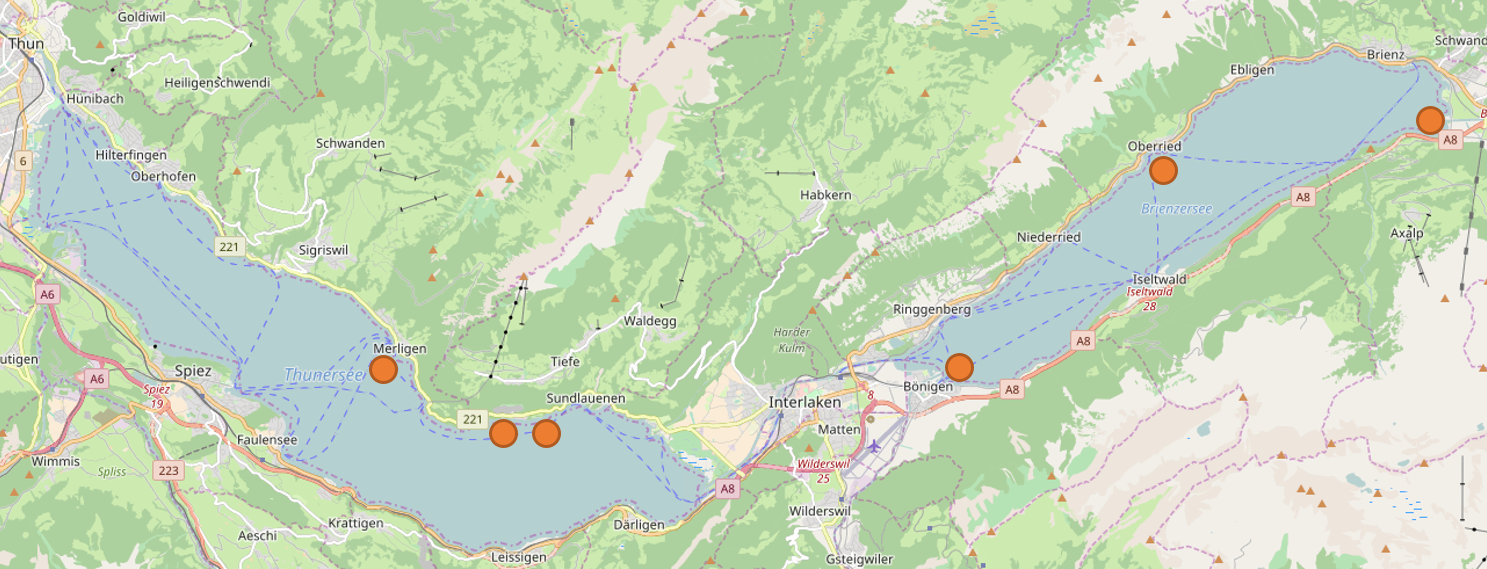
Lieux d'immersion des munitions (points rouges).

Comme d'autres lacs suisses, le lac de Brienz est affecté par le fait que des munitions ont été volontairement immergées, constituant une source potentielle de pollution induite par les munitions. Dans ce lac, il s'agit essentiellement de 280 tonnes de grenades et de munitions d'artilleries d'un calibre de 5,3 à 15 cm qui restaient en surplus après la deuxième guerre mondiale et qui ont été immergées en 1948-49 à Nase à une profondeur de 180 à 200 m sur une surface de 1 km2,.
En raison des risques environnementaux dus à leur teneur en métaux lourds, produits toxiques et phosphates, ainsi que des malformations observées sur des corégones et de l'éventualité d'une explosion spontanée, notamment en cas de catastrophe naturelle, des motions ont été déposées en 2003-2004, en vue de leur repêchage. Par la suite, les analyses des sédiments et des eaux n'ont révélé que des traces de ces polluants et de produits de décomposition des explosifs à des concentrations 100 à 1 000 fois inférieures aux limites fixées par la législation. La présence de ces substances peut aussi être mise en relation avec l'utilisation civile d'explosifs, comme lors du percement de la galerie de drainage du lac du glacier inférieur de Grindelwald. Comme elles ne présentent actuellement pas de danger, qu'elles sont déjà recouvertes par environ 1 m de sédiment et que leur récupération serait complexe, périlleuse et perturbatrice pour l'écosystème aquatique, il a été décidé de ne pas les déplacer,.

## Référence
1. ↑  Carte du dernier maximum glaciaire, swisstopo.
2. ↑  Matthias Hinderer, Late Quaternary denudation of the Alps, valley and lake fillings and modern river loads, Geodinamica Acta 14 (2001) 231 - 263.
3. 1 2 3 4  Cahier de l'environnement n° 237, L'état des lacs en Suisse, Office fédéral de l'environnement, des forêts et du paysage, Berne, 1994.
4. 1 2 3  Hans von Rütte, « Lac de Brienz » dans le Dictionnaire historique de la Suisse en ligne, version du 15 octobre 2004.
5. 1 2  Régulation du lac de Brienz, Office fédéral de l'environnement, des forêts et du paysage, Berne, juillet 2018.
6. 1 2  Régulation du lac de Brienz, Direction des travaux publics, des transports et de l'énergie du canton de Berne.
7. 1 2 3  (de) Brienzersee: Ein Ökosystem unter der Lupe. Resultate des Forschungsprojekts zum Rückgang des Planktons und der Felchenerträge, Direction des travaux publics, des transports et de l'énergie du canton de Berne, 31 mars 2006.
8. ↑   Vonlanthen, P., Périat, G., Seehausen, O., Dönz, C., Rieder, J., Brodersen, J., … Colon, M. (2013). Artenvielfalt und Zusammensetzung der Fischpopulation im Brienzersee. Kastanienbaum: Eawag.
9. 1 2  (de) Faktenblatt: Der Brienzersee – Zustand bezüglich Wasserqualität, Office fédéral de l'environnement, 1er juillet 2016.
10. 1 2   Pascal Vonlanthen, Guy Périat, Artenvielfalt und Zusammensetzung der Fischpopulation im Brienzersee, Projet Lac, eawag, le 25 avril 2013.
11. ↑  Sans apport de phosphate supplémentaire, il n'y a pas de daphnies en quantité notable dans le lac de Brienz. Daphnia longispina est la seule espèce qui a pu s'y établir à partir de 1950, mais ses populations s'effondrent à nouveau depuis 2000. En leur absence, les poissons se rabattent essentiellement sur les copépodes. Voir Sibylle Hunziker, "Sogar die Flöhe sind im Brienzersee einmalig", p 69-86, Jahrbuch 2014 des Uferschutzverbandes Thuner- und Brienzersee (UTB).
12. ↑  (de) "Diète de poisson dans le lac de Brienz", FCBP info, n°4, pages 1 et 13 à 15, 2011.
13. ↑   Fakten zum Phosphor im Brienzersee, eawag Aquatic search, 31 janvier 2019 sur eawag.ch.
14. ↑  (de) Étude historique concernant le dépôt et l'immersion de munitions du 5 novembre 2004, Département fédéral de la défense, de la protection de la population et des sports.
15. 1 2  Munitions immergées dans les lacs préalpins : repêchage inutile, Département fédéral de la défense, de la protection de la population et des sports (DDPS), 3 février 2012 et Schlussbericht Militärische Munitionsversenkungen in Schweizer Seen, 2012.
16. ↑   Motion 2003.RRGR.3914 de Sabine Gresh: Dépôt de munitions dans le lac de Thoune et réponse du Conseil-exécutif, , 17 novembre 2003.
17. ↑  Motion 04.3220 déposée le 5 mai 2004 par Ursula Haller: Repêchage et élimination des munitions déposées au fond des lacs suisses, et avis du Conseil fédéral du 15.09.2004, parlament.ch.
18. ↑  Lacs suisses : les munitions immergées ne libèrent pas de substances nocives, Département fédéral de la défense, de la protection de la population et des sports (DDPS), 23 juin 2017 et Militärische Munitionsversenkungen in Schweizer Seen – Explosivstoffmonitoring 2012-2016.